# Anglo-American Club Zürich
L'Anglo-American Club Zürich è stata una società calcistica svizzera con sede nella città di Zurigo. La sua fondazione risale al 1895 e lo scioglimento al 1900.

## Storia
Nel 1895, dopo la sua fondazione, assieme ad altri 10 club fonda l'Associazione Svizzera di Football.
L'Anglo-American Club partecipa al campionato svizzero di calcio per la prima volta nella stagione 1898-1899, vincendo la finale per 7-0 contro l'Old Boys Basilea. Nel corso della stagione successiva si classifica al terzo posto su cinque squadre nel gruppo orientale. Questa è stata l'ultima stagione giocata prima dello scioglimento, avvenuto nel 1900.

### Cronistoria
- 1895 - 1898: ?
- 1898 - 1900: Divisione Nazionale A

(Legenda: Divisione Nazionale A = 1º livello / Divisione Nazionale B = 2º livello / Prima Lega = 3º livello / Seconda Lega = 4º livello / Terza Lega = 5º livello / Quarta Lega = 6º livello / Quinta Lega = 7º livello / Sesta Lega = 8º livello)

## Palmarès

### Trofei nazionali
- Campionato svizzero: 1

1898-1899

## Rosa vincitrice Serie A 1898-1899
| N. |                        | Ruolo | Calciatore        |
| -- | ---------------------- | ----- | ----------------- |
|    | Inghilterra (bandiera) | P     | Smith             |
|    | Inghilterra (bandiera) | D     | Sharman           |
|    | Svizzera (bandiera)    | D     | Engelke           |
|    | Stati Uniti (bandiera) | C     | Forgan            |
|    | Inghilterra (bandiera) | C     | Butler (capitano) |
|    | Inghilterra (bandiera) | C     | Cotton            |
|    | Inghilterra (bandiera) | A     | Morris            |
|    | Stati Uniti (bandiera) | A     | Levinstein        |
|    | Inghilterra (bandiera) | A     | Collinson         |
|    | Svizzera (bandiera)    | A     | Gandolfi          |
|    | Inghilterra (bandiera) | A     | Bachelor          |